# NGC 986A
NGC 986A је галаксија у сазвежђу Пећ која се налази на NGC листи објеката дубоког неба.
Деклинација објекта је - 39° 17' 43" а ректасцензија 2h 32m 42,0s. Привидна величина (магнитуда) објекта NGC 986 износи 14,0 а фотографска магнитуда 14,6. NGC 986A је још познат и под ознакама MCG -7-6-14A, ESO 299-6A, AM 0230-393, PGC 9686, PGC 9685.